# Franz Duschek

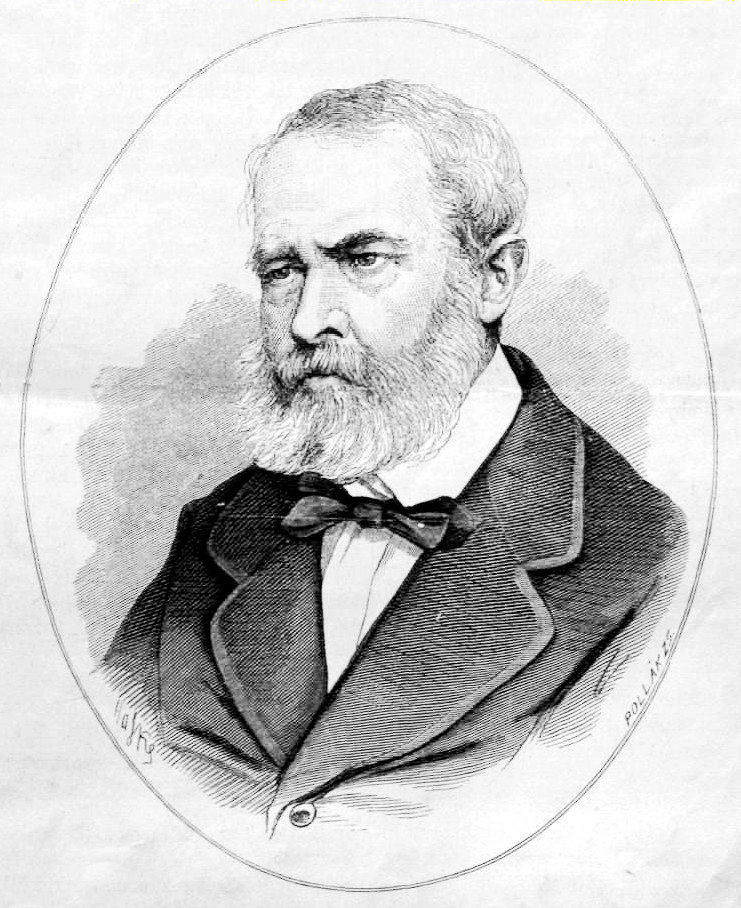
Franz Duschek, Abbildung aus Vasárnapi Újság, 1/1880

Franz Duschek (* 28. August 1797 in Radowesitz, bei Bilin in Böhmen; † 17. Oktober 1873 in Csornkowecz) war Finanzminister während der ungarischen Revolution.

## Leben
Franz Duschek absolvierte seine Studien in Ofen, Erlau und Pest und trat 1819 als Praktikant bei der ungarischen Hofkammer ein. Bis 1845 stieg er dort zum Vizepräses auf. Obwohl er nicht revolutionär gesinnt war, ließ er sich von Kossuth, der das Finanzministerium übernommen hatte, in der ersten eigenständigen ungarischen Regierung als Unterstaatssekretär in diesem Departement anstellen und folgte dem Landesverteidigungsausschuss auch nach Debreczin. Unter dem Ministerium Szemere erhielt Duschek das Finanzportefeuille. Er folgte der Regierung im Juli 1849 auf ihrer zweiten Flucht nach Szegedin, wo er sich am 29. Juli vom Reichstag einen neuen Kredit von 60 Millionen gewähren ließ. Nach der Waffenstreckung bei Világos am 13. August 1849 übergab er dem österreichischen Bevollmächtigten den etwa 5 Millionen in Gold und Silber betragenden Staatsschatz. Seitdem lebte er als Privatmann, ohne belangt worden zu sein, in Ungarn und starb am 17. Oktober 1873 in Csornkowecz.